# Charles Armijo Woodruff

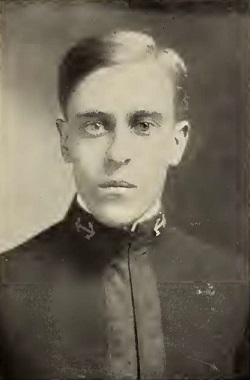
Charles A. Woodruff (1906)

Charles Armijo Woodruff (* 12. Januar 1884 in Santa Fe, New Mexico; † 23. November 1945 in New York City) war ein US-amerikanischer Marineoffizier. In den Jahren 1914 und 1915 war er Militärgouverneur von Amerikanisch-Samoa.

## Werdegang
Charles Woodruff besuchte ab 1902 die United States Naval Academy in Annapolis (Maryland) und diente danach als Offizier in der United States Navy. Bei seinem Ausscheiden hatte er den Rang eines Commander erreicht. Im Jahr 1906 diente er auf dem Kriegsschiff USS Pampanga. Zwischen dem 6. Dezember 1914 und dem 1. März 1915 war er als Nachfolger von Nathan Post Gouverneur von Amerikanisch-Samoa. Danach übergab er dieses Amt an John Martin Poyer.
Nach dem Ende seiner Zeit in der Navy diente Charles Woodruff in der US-Handelsmarine. Am 23. November 1945 erhängte er sich in einem New Yorker Hotelzimmer an der Gardinenstange. Dies muss wohl im Zustand geistiger Verwirrung geschehen sein. Er gab an (wahrscheinlich in einem Abschiedsbrief), sein Schiff verpasst zu haben und daher kein Geld mehr verdienen zu können.
| Personendaten    | Personendaten                    |
| ---------------- | -------------------------------- |
| NAME             | Woodruff, Charles Armijo         |
| KURZBESCHREIBUNG | US-amerikanischer Marineoffizier |
| GEBURTSDATUM     | 12. Januar 1884                  |
| GEBURTSORT       | Santa Fe, New Mexico             |
| STERBEDATUM      | 23. November 1945                |
| STERBEORT        | New York City                    |